# Mirjana Đurica
Mirjana Đurica, född den 11 mars 1961 i Sombor, Serbien, är en jugoslavisk handbollsspelare.
Hon tog OS-silver i damernas turnering i samband med de olympiska handbollstävlingarna 1980 i Moskva.
Hon tog därefter OS-guld i damernas turnering i samband med de olympiska handbollstävlingarna 1984 i Los Angeles.